# 글리제 649 b
글리제 649 b 또는 Gl 649 b는 적색 왜성 글리제 649를 돌고 있는 외계 행성으로, 지구로부터 약 10 파섹 떨어져 있다. 글리제 649 b는 목성이나 토성과 비슷한 가스 행성으로 질량은 목성의 0.328배이다. 이는 토성보다 약간 무거운 정도이다. 항성으로부터는 1.135 AU 떨어져 있다.